# مقارين (ولاية تقرت)
مقارين  بلدية تابعة لدائرة مقارين ولاية تقرت تقع بين تقرت وسيدي سليمان يقطنها حوالي 27 ألف نسمة.